# Botevgrad
Botevgrad là một thị trấn thuộc tỉnh Sofia, Bungaria. Dân số thời điểm năm 2011 là 20242 người.

## Dân số
Dân số trong giai đoạn 2004-2011 được ghi nhận như sau:
| Năm | 2004  | 2005  | 2006  | 2007  | 2008  | 2009  | 2010  | 2011  |
| --- | ----- | ----- | ----- | ----- | ----- | ----- | ----- | ----- |
| Dân số | 20468 | 20346 | 20504 | 20585 | 20578 | 20544 | 20444 | 20242 |
| From the year 1962 on: No double counting—residents of multiple communes (e.g. students and military personnel) are counted only once. |       |       |       |       |       |       |       |       |